# Onychogomphus uncatus
La libélula cernícalo (Onychogomphus uncatus) es una especie de odonato anisóptero de la familia Gomphidae.

## Distribución
Según la UICN, esta especie se distribuye por los países de España, Italia, Portugal, Bélgica y Francia. Aunque otras referencias indican también su presencia en Alemania, Suiza o incluso Eslovenia, el hecho de no haberse identificado en campo desde hace más de 20 años hace que se consideren extintas en dichos países. Es también residente en el norte de África, en los países de Argelia y Marruecos, llegando hasta Túnez.

## Hábitat
Se encuentra, por lo general, en corrientes permanentes de agua como ríos y arroyuelos, en zonas más o menos rocosas y en ambientes sombríos provocados por la vegetación de ribera.

## Estado de conservación
Las poblaciones de la especie no muestran ninguna evidencia de disminución, por lo que su estado de conservación, tanto en los territorios en los que se distribuye como a nivel global es de preocupación menor.

## Aspecto
La característica más llamativa de esta libélula y que la puede diferenciar con otros géneros es la alternancia de los colores negro y amarillo en tórax y abdomen. De hecho, según la disposición de las bandas negras del tórax, se puede diferenciar esta especie con Onychogomphus forcipatus (en inglés): en el caso de O. uncatus, las bandas se interrumpen en sus extremos. Entre otros rasgos descriptivos que podemos observar, los más característicos son el color negro del pterostigma, los fémures de color amarillo, y los ojos, claramente separados, de un color azul turquesa en el caso del macho, ya en que las hembras son de colores más grisáceos.

## Galería de imágenes

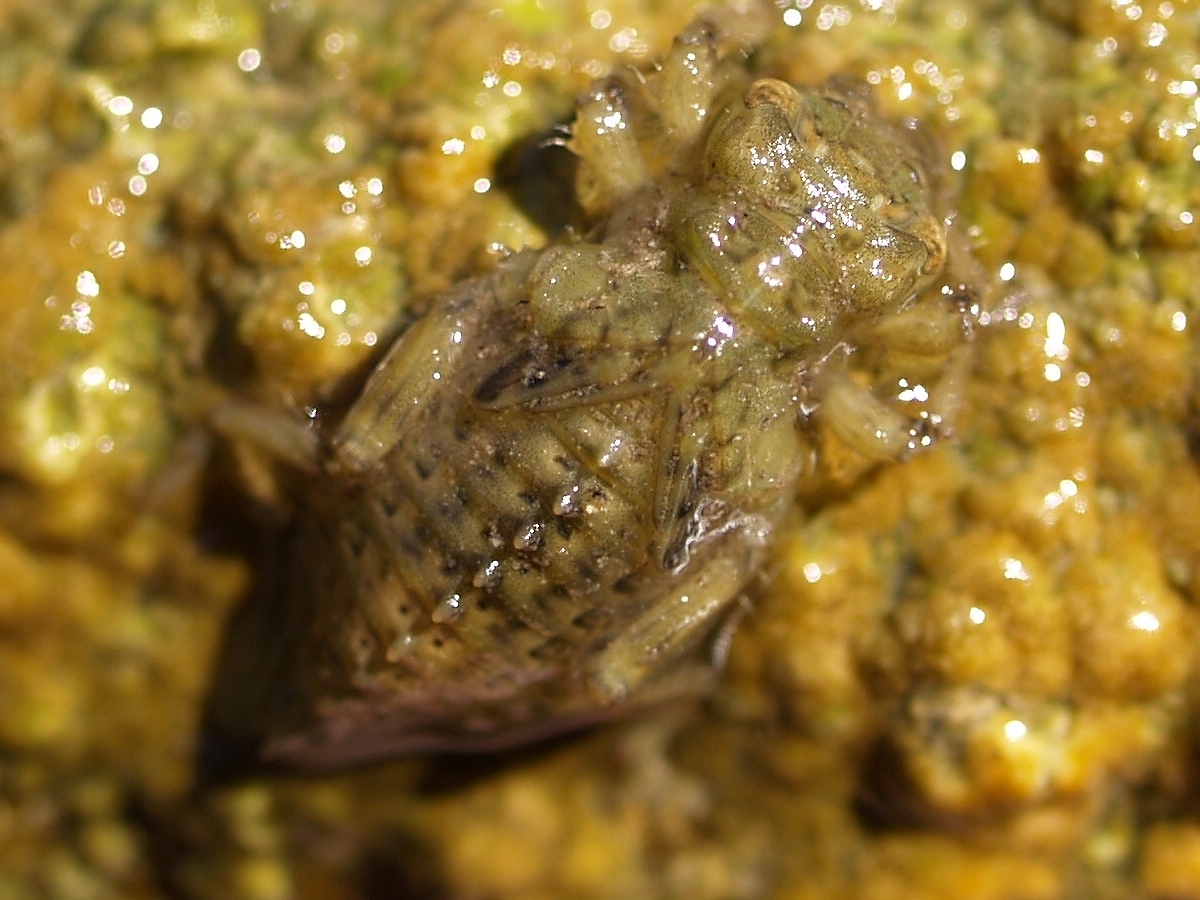
Ninfa
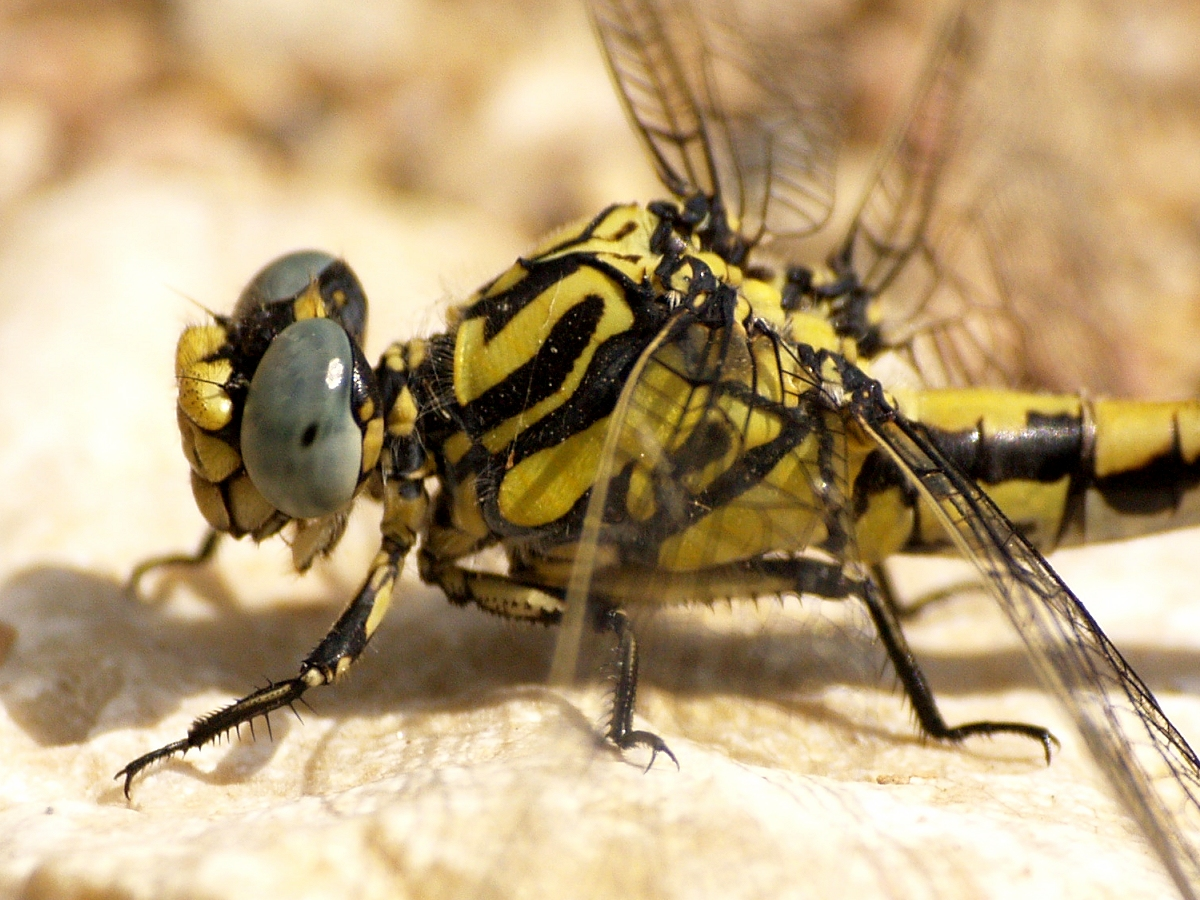
Vista lateral del tórax
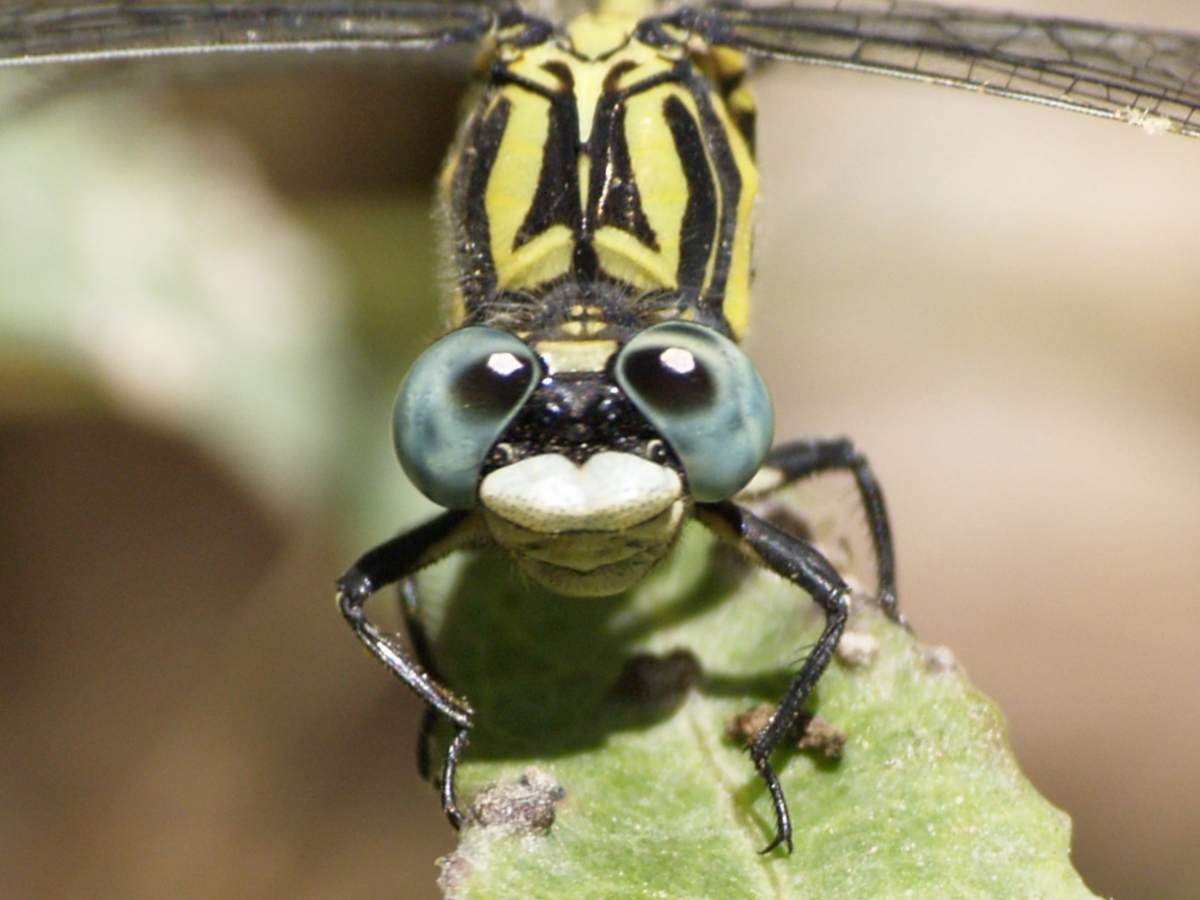
Detalle del tórax y de los ojos
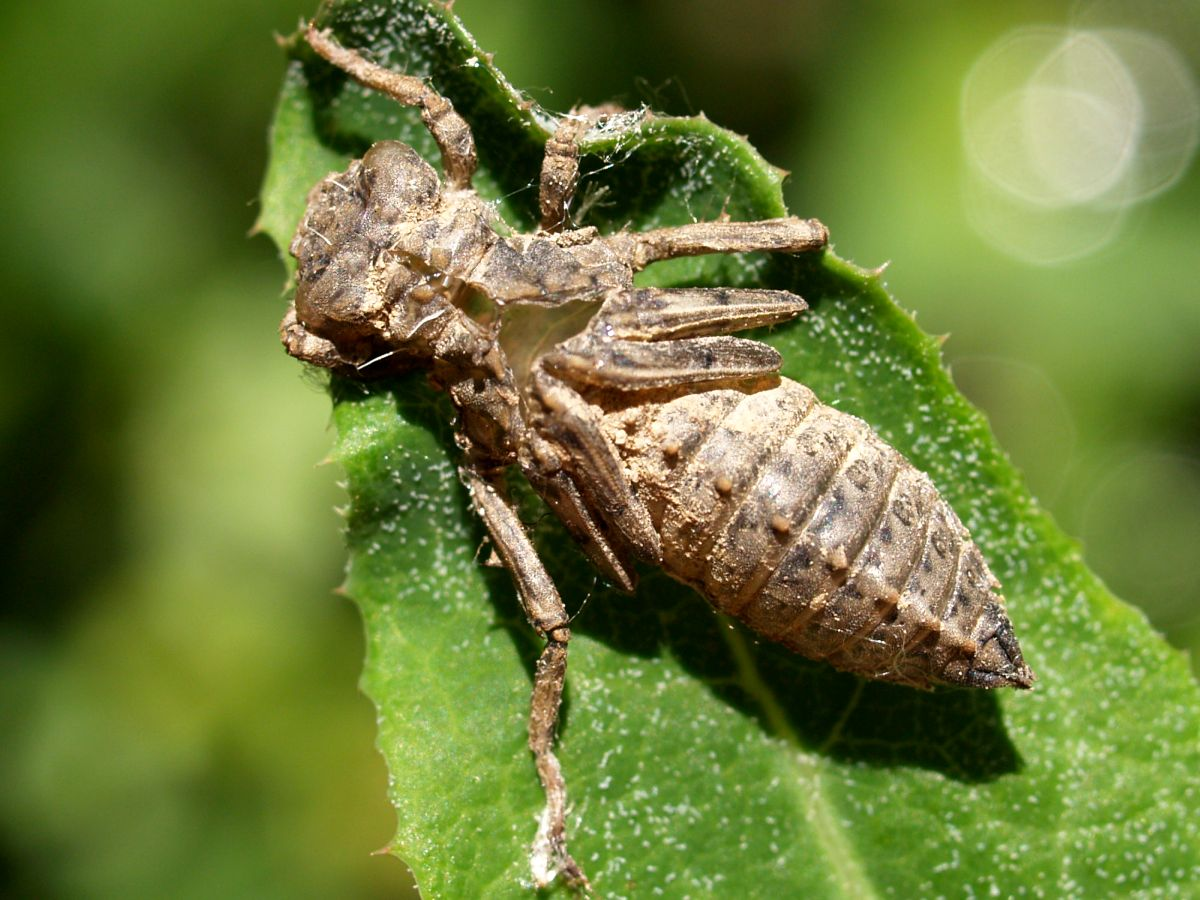
Exuvia